# The SeeYa
The SeeYa (кор. 더 씨야, стилизовано как THE SEEYA) — южнокорейская женская R&B группа, созданной под руководством MBK Entertainment (ранее известном как Core Contents Media) в 2012 году. Группа представляет собой перезагрузку оригинальной женской группы SeeYa. Группа состоит из четырёх участниц: Мингён, Ёнчжу, Ючжин, Ёнгён.
Они дебютировали 12 ноября 2012 года, выпустив свой первый сингловый альбом Good To Seeya с заглавной песней «Be With You». Их дебютное выступление состоялось 15 ноября 2012 года на музыкальной программе M! Countdown.
В конце 2015 года MBK Entertainment удалило их страницу профиля с официального сайта, и было объявлено, что группа распущена.

## История

### 2012−13: Дебют сGood To SeeyaиLove U
Их дебютный сингл «Be With You» был выпущен в двух версиях: основная версия — вместе с бывшим участником группы SPEED Тхэуном, и другая версия — только женская. В съёмках одного из музыкальных видео приняли участие актёр Чу Сан Ук и актриса Им Чжон Ын. Режиссёром выступил Чхан Гам Док.
Дебютный сингловый альбом Good To Seeya был выпущен 12 ноября. В декабре The SeeYa выпустили свой первый мини-альбом Love U.
В июне 2013 года Core Contents Media выпустило цифровую песню «Painkiller». Песня была создана при сотрудничестве групп T-ara, The SeeYa, F-ve dolls и SPEED.
В июле 2013 года Ёнгён подтвердила, что присоединится к F-ve Dolls. Она будет участвовать одновременно в двух группах.

### 2014:Tears,Love Is иCrazy Love
В январе 2014 года The SeeYa выпустили два сингловых альбома. 3 января группа выпустила второй сингловый альбом Tears с заглавным треком «More and More» и 21 января вышел третий сингловый альбом Love Is с заглавной песней «Tell Me».
29 декабря 2014 года The SeeYa выпустили свой четвёртый сингловый альбом Crazy Love с заглавным треком под названием «The Song Of Love» в сотрудничестве с певицей Эли из группы EXID.

### 2015:U & Meи расформирование
10 февраля 2015 года артисты MBK Entertainment: T-ara, SPEED, SEEYA и Чо Сынхи приняли участие в проектной группе MBK под названием TS и выпустили зимнюю песню «Don't Forget Me» (나를 잊지 말아요).
В марте 2015 года MBK подтвердило, что F-ve Dolls расформировывается, а Ёнгён продолжит свою карьеру с The SeeYa.
21 апреля 2015 года The Seeya выпустили свой пятый сингл U & ME с заглавной песней «Wedding March».
В ноябре 2015 года MBK Entertainment удалило страницу профиля группы со своего официального сайта, и группа была распущена. 18 мая 2016 года Ючжин выступила в телешоу «Vocal War: God's Voice» на канале SBS. Она также подтвердила, что The SeeYa расформирована.

## Участники
- Мингён (кор. 민경), настоящее имя: Сон Мингён (кор. 송민경) род. 5 января 1987 г. в Сеуле. Окончила Университет Сунсиль.
- Ёнчжу (кор. 영주), настоящее имя: Хо Ён Чжу (кор. 허영주) род. 21 марта 1992 г. в Сеуле. Окончила Университет Сонгюнгван.
- Ючжин (кор. 유진), настоящее имя: Сон Ю Чжин (кор. 성유진) род. 27 октября 1992 г. в Чунчоне, Канвондо. Закончила Сеульский институт искусств.
- Ёнгён (кор. 연경), настоящее имя: О Ёнгён (кор. 오연경) род. 25 августа 1994 г. в Сувоне, Кёнгидо. Окончила Университет Кёнхи.

## Дискография

### Мини-альбомы
| № | Детали альбома                        | Треклист |
| - | ------------------------------------- | --- |
| 1 | Love U - Дата выпуска: 6 декабря 2012 | 1. 독약 (毒藥) (Feat. Хэри из Davichi) 2. 독약 3. 이별 만찬 4. 너의 결혼식 5. 그 겨울 6. 내 맘은 죽어가요 (Female Ver.) 7. 내 맘은 죽어가요 (Feat.SPEED) |

### Цифровые синглы
| № | Детали альбома                                                                                                  | Треклист                                                                     |
| - | --- | ---------------------------------------------------------------------------- |
| 1 | Good to Seeya - Дата выпуска: 12 ноября 2012                                                                    | 1. 내 맘은 죽어가요 (Feat. Тхэун из SPEED) 2. 내 맘은 죽어가요 (Female Ver.) |
| 2 | Tears Of Mind - Дата выпуска: 10 июня 2013 - Ючжин, Соён (T-ara), Ынгё (F-ve Dolls), Тхэун (SPEED), Сонмин      | 1. 진통제 (Painkiller) муз. видео                                            |
| 3 | 눈물이 핑돌아 - Дата выпуска: 15 ноября 2013                                                                    | 1. 눈물이 핑돌아 2. 눈물이 핑돌아 (Inst.)                                    |
| 4 | 눈물 - Дата выпуска: 3 января 2014                                                                              | 1. 하면 할수록 2. 하면 할수록 (Ballad Ver.)                                  |
| 5 | Love Is - Дата выпуска: 21 января 2014                                                                          | 1. Tell Me 2. Tell Me (Piano Ver.)                                           |
| 6 | Crazy Love - Дата выпуска: 29 декабря 2014                                                                      | 1. 사랑의 노래 (с Эли из EXID) 2. 사랑의 노래 (Narr. SH)                     |
| 7 | White Snow - Дата выпуска: 10 февраля 2015 - Мингён, Сынхи, Соён (T-ara), Ынчжон, Ки-о, Сэчжун, Чонгук из SPEED | 1. 나를 잊지 말아요                                                          |
| 8 | U & ME - Дата выпуска: 21 апреля 2015                                                                           | 1. 웨딩마치 2. 웨딩마치 (Inst.)                                              |

### Саундтреки и соло-деятельность
| Год  | Песня                      | Альбом                                           | Артисты                                                            |
| ---- | -------------------------- | ------------------------------------------------ | ------------------------------------------------------------------ |
| 2013 | «I Do I Do»                | Superior Speed - Выпущен: 13 января 2013         | The SeeYa с группой SPEED                                          |
| 2013 | «Tears»                    | Duble Sidekick Vol .2 - Выпущен: 23 января 2013  | Ючжин с дуэтом Лиссан                                              |
| 2013 | «Painkiller»               | Tears Of Mind - Выпущен: 10 июня 2013            | Ючжин с Соён из T-ara, Ынгё из F-ve Dolls, Тхэун и Сонмин из SPEED |
| 2013 | «Tears Up»                 | Tears Up - Выпущен: 15 ноября 2013               | The SeeYa и Gavy NJ                                                |
| 2014 | «A Strange Road» (낯선 길) | Доктор-чужестранец OST - Выпущен: 9 июля 2014    | Ючжин                                                              |
| 2014 | «I’m Getting Married»      | KING O’IRIE - Выпущен: 17 июля 2014              | Ючжин с певцом Skull                                               |
| 2014 | «Because Love Hurts»       | Because Love Hurts - Выпущен: 29 июля 2014       | Мингён с женским дуэтом Тхэсабиэ                                   |
| 2014 | «My Love»                  | Miss Me or Diss Me - Выпущен: 3 ноября 2014      | Ючжин с MC Mong                                                    |
| 2015 | «You Who Frozen In Time»   | You Who Frozen In Time - Выпущен: 16 января 2015 | Мингён с Тхэсабиэ                                                  |
| 2015 | «Don’t Forget Me»          | White Snow - Выпущен: 10 февраля 2015            | MBK проект TS: Мингён                                              |